# Lykastos (Eponym)
Lykastos (altgriechisch Λύκαστος Lýkastos), Sohn des Minos und der Itone, ist eine Gestalt der griechischen Mythologie.
Er war Eponym der antiken kretischen Stadt Lykastos. Mit seiner Gemahlin Ide zeugte er die Söhne Minos, Sarpedon und Rhadamanthys, die als Enkel der gleichnamigen alten Herrscher Eingang in die Mythologie fanden. 